# Chalk Farm
Chalk Farm est une zone anglaise située au nord de Londres, dans le borough londonien de Camden.